# نیومارکت (پنسیلوانیا)
نیومارکت (به انگلیسی: New Market) یک منطقهٔ مسکونی در ایالات متحده آمریکا است که در شهرستان یورک، پنسیلوانیا واقع شده‌است. نیومارکت ۸۱۶ نفر جمعیت دارد.